# 今村基成
今村 基成（いまむら もとなり、1882年（明治15年）4月1日 - 1940年（昭和15年）1月4日）は、大日本帝国陸軍軍人。最終階級は陸軍少将。位階勲等は従四位勲三等。

## 経歴
愛媛県出身。士族・羽藤清次郎の五男として生まれ、1906年（明治39年）に今村スエの養子に入り、1934年（昭和9年）に家督を相続した。陸軍士官学校第17期卒業。1920年（大正9年）9月時点で陸軍省兵器局課員兼陸軍省軍務局課員を務め、1922年（大正11年）4月、陸軍輜重兵少佐に進級し、1923年（大正12年）9月時点で陸軍航空学校研究部部員陸軍省兵器局御用掛の任にあった。1926年（大正15年）3月に、陸軍輜重兵中佐進級と同時に輜重兵監部部員兼陸軍省兵器局御用掛に転じ、1927年（昭和2年）7月に輜重兵第1大隊附となり、山梨高等工業学校に配属された。
1929年（昭和4年）8月、輜重兵第9大隊附となり、1930年（昭和5年）3月6日に輜重兵第9大隊長（上海派遣軍・第9師団）に就任し、8月1日に陸軍輜重兵大佐に進級した。第一次上海事変勃発後の1932年（昭和7年）2月に上海に出撃した。同年6月には輜重兵監部部員兼陸軍自動車学校研究部部員兼同校教官陸軍軍需審議会委員に転じた。1935年（昭和10年）8月1日、陸軍少将進級と同時に輜重兵監に着任したが、1937年（昭和12年）8月2日に待命、8月22日に予備役に編入された。